# V2. Escape From Hell
Pour plus de détails, voir Fiche technique et Distribution.
V2. Escape From Hell (Девятаев, Devyatayev) est un film russe réalisé par Timour Bekmambetov et Sergueï Trofimov, sorti en 2021.

## Synopsis
Durant la Seconde Guerre mondiale, Mikhail Devyatayev, pilote soviétique capturé, s'échappe d'un camp de prisonnier situé sur l'île de Usedom en détournant un avion.

## Fiche technique
- Titre original : Девятаев, Devyatayev
- Titre français : V2. Escape From Hell[1]
- Réalisation : Timour Bekmambetov et Sergueï Trofimov
- Photographie : Elena Ivanova
- Musique : Youri Poteenko
- Pays d'origine : Russie
- Format : Couleurs - 35 mm
- Genre : guerre, historique
- Durée : 158 minutes
- Date de sortie :
  - Russie : 29 avril 2021

## Distribution
- Pavel Priloutchny : Mikhail Devyatayev
- Pavel Tchinariov : Nikolaï Larine
- Thure Riefenstein : commandant Berghoff

## Distinction

### Sélection
- Festival international du film de Moscou 2021 : film d'ouverture